# Clarence Bruce, III barone Aberdare
Clarence Napier Bruce, III barone Aberdare (2 agosto 1885 – 4 ottobre 1957), è stato un nobile e ufficiale inglese.

## Biografia
Era il figlio di Henry Bruce, II barone Aberdare, e di sua moglie, Constance Mary Beckett, figlia di Hamilton Beckett. Frequentò il Winchester College e il New College, Oxford.

## Carriera
Allo scoppio della prima guerra mondiale, decise di arruolarsi nella British Army. Suo fratello maggiore è stato ucciso in azione nel 1914, facendo di lui l'erede apparente alla baronia di suo padre.
Servì variamente nel Glamorgan Yeomanry, nel 2nd Life Guards, nel 61st (2nd South Midland) Division e nel Guards Machine Gun Regiment; nel 1919, subito dopo l'armistizio, è stato promosso a capitano. Ha ereditato la baronia nel 1929. Ha servito come il colonnello onorario del 77 (later 282) (Welsh) Heavy AA Brigade, Royal Artillery (1930-1952). Durante questo periodo, ha inoltre servito come maggiore del 11th Battalion, Surrey Home Guards durante la seconda guerra mondiale. Tra le due guerre mondiali, è stato un giocatore di tennis. Bruce è stato USA Amateur Champion nel 1930 e delle isole britanniche nel 1932 e nel 1938. Ha giocato diciotto volte per la Gran Bretagna in Bathurst Cup e sei volte la Coupe de Paris. Ha vinto per cinque volte il MCC Gold Prize e nove volte il Silver Prize.
Nel 1937, Aberdare è stato nominato presidente del National Fitness Council, il primo tentativo di consiglio sportivo in Inghilterra. Ha stabilito rapidamente 22 comitati di zona con l'obiettivo di promuovere l'attività sportiva. È stato finanziato dal Ministero della Pubblica Istruzione e ha contribuito all'acquisto di nuovi impianti e le altre sovvenzioni per aiutare con la nomina di istruttori e dirigenti. Si sciolse nell'ottobre 1939.
Allo stesso tempo, Aberdare svolto un ruolo attivo nell'organizzazione delle Olimpiadi; ha fatto parte del Comitato Olimpico Internazionale e del comitato organizzatore dei Olimpiadi del 1948 di Londra.

## Matrimoni

### Primo Matrimonio
Sposò, il 12 dicembre 1912, Margaret Black (?-8 febbraio 1950), figlia di Adam Black. Ebbero quattro figli:
- Morys Bruce, IV barone Aberdare (16 gennaio 1919-23 gennaio 2005), sposò Maud Helen Sarah Dashwood, ebbero quattro figli, tra cui Alastair Bruce, V barone Aberdare;
- Nigel Henry Clarence Bruce (17 giugno 1921), sposò Catherine Marion Wolfe, ebbero due figli;
- Rosalind Louise Balfour Bruce (11 novembre 1923), sposò Benjamin Heywood, ebbero due figlie;
- Gwyneth Margaret Bruce (3 luglio 1928), sposò Robin McCheyne Andrew, ebbero tre figli.

### Secondo Matrimonio
Sposò, il 12 settembre 1957, Griselda Hervey (1 ottobre 1901-1980), figlia di Dudley Hervey. Non ebbero figli.

## Morte
La sua morte è stata causata da annegamento dopo che la sua auto precipitò in un torrente in Jugoslavia, il 4 ottobre 1957, all'età di 72 anni.